# Sénat conservateur
Pour un article plus général, voir Sénat (France).
Le Sénat conservateur est institué par la Constitution de l'an VIII de la République française, entrée en vigueur le 25 décembre 1799, avant sa promulgation le 7 février 1800 sous le Consulat. Contrairement au Tribunat et au Corps législatif, assemblées législatives du Consulat, le Sénat conservateur n'a quant à lui aucun rôle dans le processus législatif. Il a en revanche deux grands pouvoirs, électif et constitutionnel. La Constitution de l'an X (4 août 1802) et la Constitution de l'an XII (18 mai 1804), instaurant l'Empire, modifient son importance et sa dénomination en Sénat.

## Présentation

### Les sénateurs
Le premier Sénat compte seulement soixante membres inamovibles, âgés de quarante ans au moins, auxquels devaient s’ajouter, à raison de deux membres supplémentaires chaque année pendant dix ans durant, vingt membres supplémentaires.
Les membres du Sénat sont désignés à vie et inamovibles. Leur nombre est ensuite fixé à quatre-vingts par la constitution de l'an VIII. Les soixante premiers sont désignés aussitôt tandis qu'il est prévu que les vingt derniers viendront s'y adjoindre, à raison de deux par an, au cours des dix années suivantes. C'est au Premier consul, au Tribunat et au Corps Législatif qu'il incombe de proposer les candidats.
La constitution de l'an X accroît l'emprise du Premier consul sur le recrutement : à lui de présenter une liste de trois noms pour chacun des quatorze nouveaux sénateurs qui viennent immédiatement compléter l'assemblée, l'idée d'étaler ces nominations sur dix ans étant abandonnée ; à lui aussi le droit de nommer au Sénat qui bon lui semble, avec pour seules limitations l'âge du bénéficiaire (quarante ans au moins) et la taille de l'assemblée (cent-vingt membres au maximum).
Le senatus-consulte du 14 nivôse an XI (4 janvier 1803) crée les sénatoreries, domaines attribués à certains sénateurs, accroissant la dépendance financière au Premier consul d'une partie d'entre eux. En outre, il peut nommer des sénateurs à des emplois rétribués.
La constitution de l'an XII accroît plus encore l'emprise de Bonaparte, devenu empereur, sur le Sénat : en plus des 80 membres nommés sur la présentation de candidats choisis par l'Empereur, Bonaparte peut élever tout citoyen à la dignité de sénateur, sans limite d'effectif. En outre, sont désormais membres de droit les princes français majeurs et les titulaires des grandes dignités de l'Empire, également désignés par l'Empereur.
Le Sénat napoléonien s’installe au Luxembourg et siège dans la partie centrale du bâtiment, aménagée en hémicycle par Chalgrin, l’architecte du Palais. « Les séances, dit la Constitution, ne sont pas publiques ». Le premier Sénat conservateur accueille d’anciens membres des assemblées révolutionnaires (François de Neufchateau, Garat, Lanjuinais), mais aussi des savants (Monge, Lagrange, Lacépède, Berthollet), des philosophes (Cabanis), ou encore l’explorateur Bougainville et le peintre Vien, membre de l’Institut.

### Mission et pouvoir
C'est le Sénat qui sélectionne les membres des deux autres assemblées sur une liste dite de confiance nationale, qui comprend environ un homme adulte sur mille (soit approximativement 6 000 noms). Il nomme aussi les juges de cassation et les commissaires de la comptabilité, toujours à partir de cette même liste. Durant le Consulat, il lui revient de désigner les Consuls ; sous l'Empire, il peut être amené à choisir un régent, voire un nouvel Empereur si le titulaire de la charge décède sans héritier direct. Par ce moyen, le Sénat est le principal moyen de contrôle de Napoléon sur les autres institutions.
En outre, le Sénat a en principe pour mission de s'assurer de la constitutionnalité des lois : il est le « conservateur de la Constitution » et peut, à ce titre, se prononcer contre la promulgation d'un texte voté par le Corps Législatif. Pour cela, le texte doit cependant lui être déféré par le Tribunat ou le gouvernement, ce qui n'aura jamais lieu, sous le Consulat comme sous l'Empire.
Le Sénat agit par l'intermédiaire d'arrêtés qui prennent le nom de sénatus-consultes.
Les sénatus-consultes ordinaires permettent la dissolution du Corps Législatif ou du Tribunat, la suspension des jurys ou la mise en état de siège des départements.
Les sénatus-consultes organiques, dont l'adoption réclame une majorité des deux tiers, fixent « tout ce qui n'a pas été prévu par la Constitution, et qui est nécessaire à sa marche ». C'est par eux que le Sénat « explique les articles de la Constitution qui donnent lieu à différentes interprétations » (art. 54 de la constitution de l'an X).
C'est un sénatus-consulte, le 18 mai 1804, qui proclame l'Empire. C'en est un autre qui y met fin, le 1er avril 1814.

### Symboles

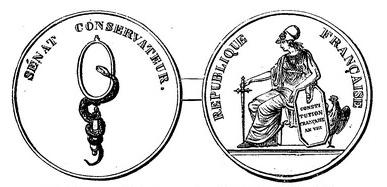
Médaille en vermeil en l'honneur du Sénat conservateur (Constitution de l'an VIII).

L'image du sénat conservateur est l'allégorie de la prudence : un miroir à manche, car « l'homme prudent ne peut régler sa conduite que par la connaissance de ses défauts », où s'enroule un serpent, l'animal considéré comme le plus prudent. Ce symbole était déjà utilisé par le directoire et le ministère de la justice. Une autre symbolique est Minerve accompagnée d'un bouclier et d'un coq.
Ces deux images figurent sur le sceau officiel et les chaises, fabriquées par l'ébéniste de l'empereur Pierre-Benoît Marcion. La médaille commémorative du sénat est conçue par Joseph-Marie Vien et Rambert Dumarest,.

## Composition
Le Sénat se compose :
- des princes français (princes de la famille impériale) ayant atteint leur dix-huitième année ;
- des titulaires des grandes dignités de l'Empire ;
- des quatre-vingt membres nommés sur la présentation de candidats choisis par l'Empereur, sur les listes formées par les collèges électoraux des départements ;
- de citoyens que l'Empereur juge convenable d'élever à la dignité de sénateur.

Il y a dans le Sénat deux commissions composées chacune de sept membres, l'une pour la liberté individuelle, l'autre pour la liberté de la presse.

## Le président du Sénat

### Consulat
Lors de la première séance le 4 nivôse an VIII, c'est le plus ancien des premiers membres qui siège en tant que président : Marc François Dailly (1724-1800). Le président est ensuite élu par ses pairs :
- 27 décembre 1799 - 13 février 1800 : Emmanuel-Joseph Sieyès
- 13 février 1800 - 27 février 1801 : François Barthélemy
- 27 février 1801 - 2 août 1801 : François Denis Tronchet
- 2 août 1801 - 18 janvier 1802 : François Christophe Kellermann
- 18 janvier 1802 - 4 août 1802 : Louis-Nicolas Lemercier

L'article 39 de la Constitution du 16 thermidor an X précise que les consuls sont membres du Sénat, qu'ils président.
1. Jean-Jacques-Régis de Cambacérès
2. Charles-François Lebrun

### Empire

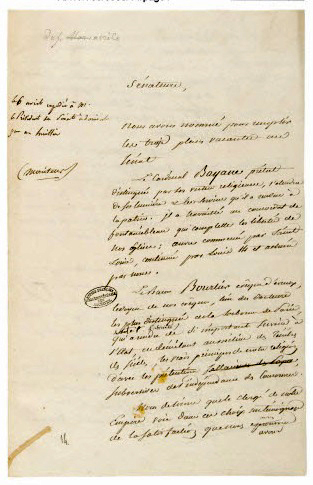
Lettre de Napoléon Ier aux sénateurs. 5 avril 1813. Archives nationales de France, AF/IV/753, n° 6053, fol. 14.

Le président du Sénat est nommé par l'Empereur et choisi parmi les sénateurs. Ses fonctions durent un an ; mais quand l'Empereur le juge à propos, il préside lui-même ou désigne le titulaire des grandes dignités de l'Empire qui doit présider.
- 19 mai 1804 - 19 mai 1806 : Nicolas-Louis François de Neufchâteau
- 19 mai 1806 - 1er juillet 1807 : Gaspard Monge
- 1er juillet 1807 - 1er juillet 1808 : Bernard Germain de Lacépède
- 1er juillet 1808 - 1er juillet 1809 : comte de Saint-Vallier
- 1er juillet 1809 - 1er juillet 1811 : Germain Garnier
- 1er juillet 1811 - 1er juillet 1813 : Bernard Germain de Lacépède
- 1er juillet 1813 - 14 avril 1814 : François Barthélemy

## Les officiers du Sénat
Le Sénat a deux préteurs, un chancelier et un trésorier, tous pris dans son sein ; ils ne peuvent être ni vice-présidents, ni secrétaires du Sénat pendant la durée de leurs fonctions. Ils sont nommés pour six ans par l'Empereur, sur la présentation du Sénat, qui, pour chaque place, désigne trois sujets.
- Les préteurs sont chargés de tous les détails relatifs à la garde du Sénat, à la police et à l'entretien de son palais, de ses jardins, et au cérémonial. Ils ont sous leurs ordres deux messagers, six huissiers et six brigades de gardes pour la police du palais et des jardins du Sénat.
  - Le maréchal Lefebvre ;
  - Dominique Clément de Ris ;
- Le chancelier administre les propriétés du Sénat ; il surveille l'administration des biens des sénatoreries. Aucun procès ne peut être suivi relativement aux propriétés du Sénat, et à celles de chaque sénatorerie, que sous sa direction ; il a la surveillance de la bibliothèque, de la galerie des tableaux et du cabinet des médailles ; il délivre les certificats de vie et de résidences, et les passeports aux sénateurs qui en ont besoin ; il appose le sceau du Sénat à tous les actes qui en émanent. Le chancelier a sous son administration les archives du Sénat, et sous ses ordres immédiats le garde des archives, le garde-adjoint, et le nombre d'employés, nécessaire pour ses différentes attributions.
  - Pierre-Simon de Laplace
- Le trésorier est chargé des recettes, des dépenses et de la comptabilité du Sénat ; il a sous ses ordres un caissier, et le nombre d'employés nécessaires pour l'ordre de la recette, de la dépense et de la comptabilité.
  - Jean-Antoine Chaptal

## Le temps des Sénatus-consultes

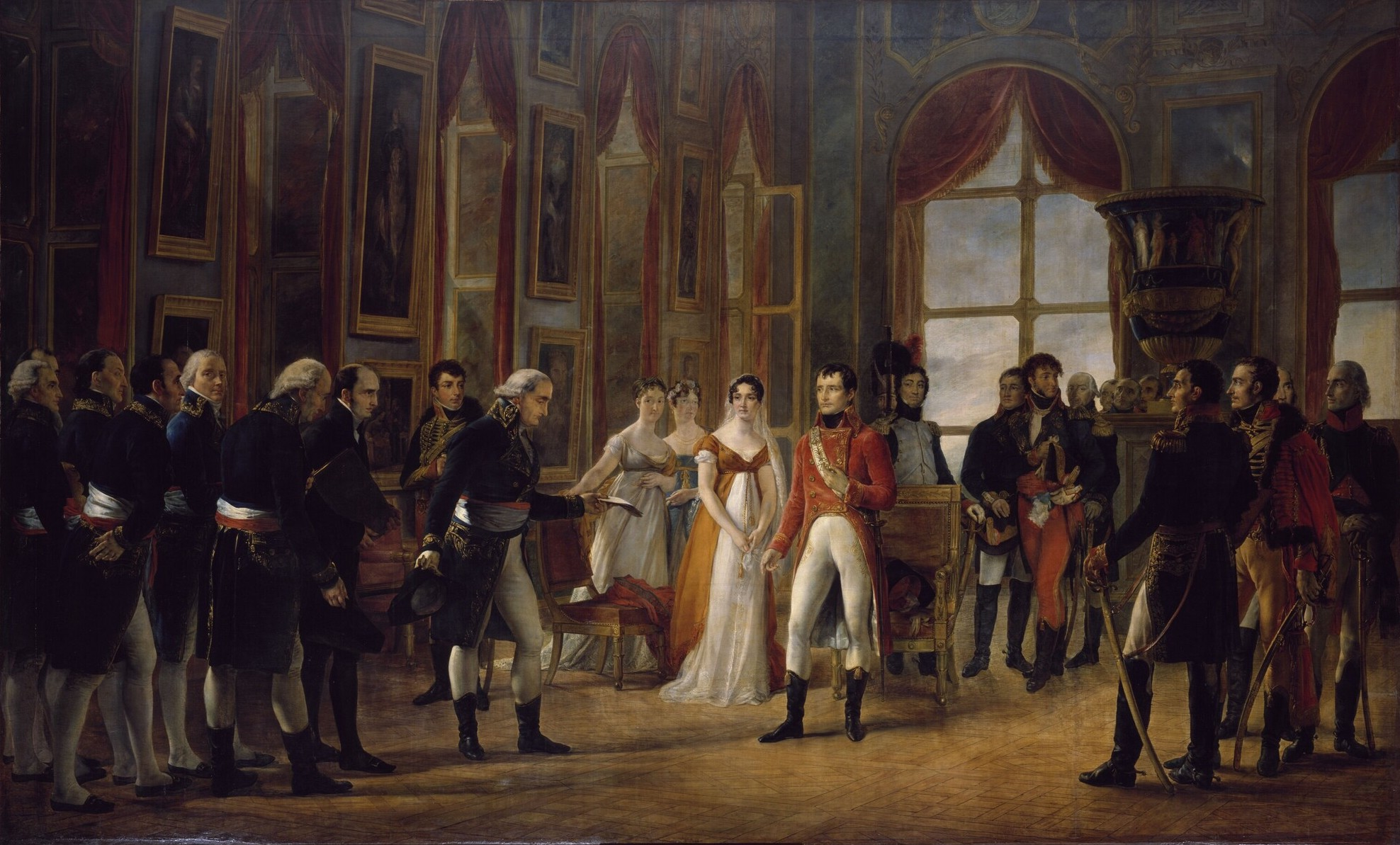
reçoit à Saint-Cloud le sénatus-consulte qui le proclame empereur des Français, 18 mai 1804, Georges Rouget, 1837, Musée de l'Histoire de France (Versailles).

En l’an X (1802), une révision de la Constitution renforce les attributions des sénateurs. Le Sénat règle désormais, par des actes ayant force de loi, les sénatus-consultes, tout ce qui n’était pas prévu par la Constitution et qui est nécessaire à l’action politique du régime. La procédure est par exemple utilisée en 1802 pour l’amnistie des émigrés.
Le nombre des sénateurs est alors porté à cent vingt. Le Premier Consul Bonaparte contrôle étroitement l’activité et la composition de cet organe : il convoque et préside le Sénat, se réserve le droit de présentation des candidats, désigne lui-même trois candidats pris sur la liste des citoyens élus par les collèges électoraux et peut, en outre, nommer des sénateurs de sa propre initiative.

## Une élite choyée
Convaincu que la dignité du service de l’État est indissociable d’une confortable position de fortune, Napoléon crée en janvier 1803 le système des sénatoreries. Dans les faits, ce système lui assure la complète docilité des sénateurs. À partir de juin 1804, elles sont attribuées à 36 sénateurs et font de ceux-là de « super-préfets » régionaux. Elles leur donnent droit, à titre viager, à un palais résidentiel (château ou ancien évêché) et à des revenus de 20 à 25 000 francs par an - ce qui double le traitement sénatorial. Ainsi Berthollet, qui reçoit la sénatorerie de Montpellier, occupe le palais épiscopal de Narbonne et perçoit 22 690 francs de revenus annuels.

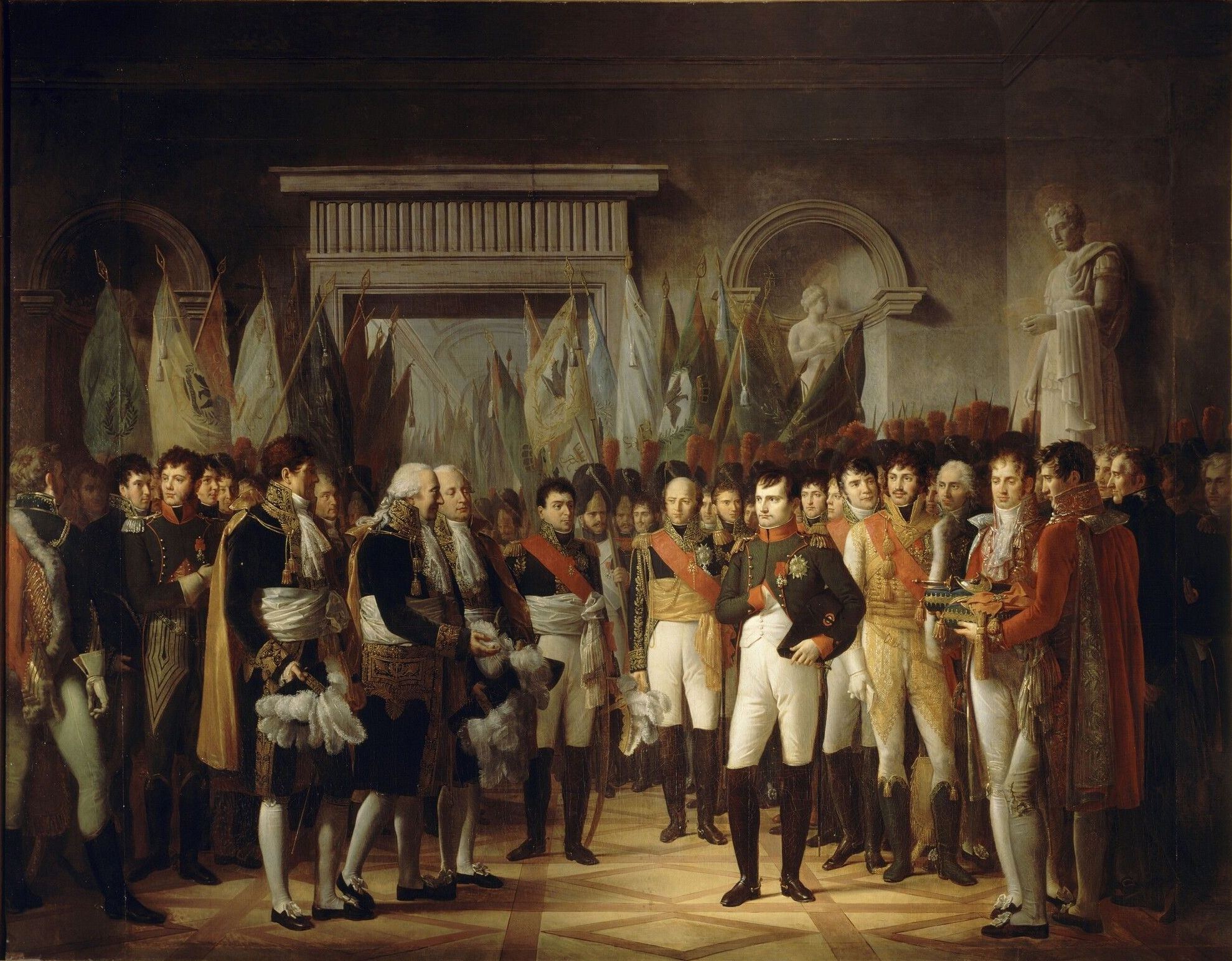
Napoléon reçoit au palais royal de Berlin les députés du Sénat, 19 novembre 1806, René Théodore Berthon (1776–1859), Musée de l'Histoire de France (Versailles).

Conformément à l'article 4 du décret du 1er mars 1808, les sénateurs ont rang de comtes de l'Empire.

## Grandeur et déchéance d'un empereur
La Constitution de l'an XII (1804) qui proclame l’Empire accroît encore la dépendance de cette Assemblée. Les marques d’estime de l’empereur se multiplient, les manifestations d’allégeance des sénateurs aussi. Ainsi le 1er janvier 1806, l’empereur fait don aux sénateurs, en hommage à ces « sages de l’Empire », de cinquante-quatre drapeaux ennemis. Enthousiaste, le sénateur maréchal d’Empire Pérignon propose l’édification d’un arc de triomphe à la gloire de Napoléon Ier, proposition chaleureusement appuyée par ses collègues, dont le sénateur Lacépède.
Napoléon appelle au Sénat les princes français, les grands dignitaires et toutes les personnes de son choix, sans limitation de nombre. Il y nomme ainsi son frère Joseph, mais aussi Cambacérès, Chaptal, Fouché, Fontanes, Tronchet et des généraux tels Caulaincourt et Duroc.
Le 1er avril 1814, Charles Maurice de Talleyrand-Périgord convoque illégalement le Sénat et obtient des soixante-quatre sénateurs présents la nomination d'un gouvernement provisoire de cinq membres, dont il est le chef. Le 2, présidé par François Barthélémy, le Sénat prononce la déchéance de Napoléon Ier, avant d'en préciser les motifs le 3 avril dans un long arrêté. Y sont énumérées les violations du pacte constitutionnel dont l'Empereur s'était rendu coupable, violations complaisamment avalisées par la même assemblée au cours des années précédentes.

## Illustrations des Senatus consulte
Quelques exemples de décision, insérées au Bulletin des Lois de l'Empire :
- Sénatus-consulte du 22 ventôse an X (13 mars 1802) relatif à la manière dont sera fait le renouvellement des quatre premiers cinquièmes du Corps législatif et du Tribunat en l'an X, et dans les trois années subséquentes
- Sénatus-consulte du 6 floréal an X (26 avril 1802) relatif aux émigrés
- Sénatus-consulte du 14 thermidor an X (2 août 1802) qui proclame Napoléon Bonaparte Premier Consul à vie
- Sénatus-consulte organique du 16 thermidor an X (4 août 1802) de la Constitution
- Sénatus-consulte organique du 8 fructidor an X (26 août 1802) portant réunion de l'île d'Elbe au territoire de la République
- Sénatus-consulte du 8 fructidor an X (26 août 1802) relatif à la classification des membres du Corps législatif en séries, et au mode de réduction des membres du Tribunat
- Sénatus-consulte du 8 fructidor an X (26 août 1802) relatif aux termes dans lesquels sera rédigé le sénatus-consulte qui prononcera la dissolution du Corps législatif ou du Tribunat, ou de l'un et de l'autre
- Sénatus-consulte du 10 fructidor an X (28 août 1802) qui désigne les villes dont les maires seront présents à la prestation de serment du citoyen nommé pour succéder au Premier Consul
- Sénatus-consulte organique du 24 fructidor an X (11 septembre 1802) portant réunion des départements du Pô, de la Doire, de Marengo, de la Sézia, de la Stura et du Tanaro au territoire de la République française
- Sénatus-consulte du 26 vendémiaire an XI (18 octobre 1802) portant suspension des fonctions du jury dans plusieurs départements pendant l'an XI et l'an XII
- Sénatus-consulte organique du 26 vendémiaire An XI (18 octobre 1802) relatif à l'admission des étrangers aux droits de citoyen français, pour services rendus à la République, importation d'inventions utiles ou formation de grands établissements.
- Sénatus-consulte du 8 ventôse an XII (28 février 1804), qui suspend les fonctions du jury, pendant les années XII et XIII, pour le jugement des crimes de trahison.
- Sénatus-consulte du 27 mars 1805 concernant l'admission du prince Camille Borghèse aux droits de citoyen français
- Sénatus-consulte du 9 septembre 1805 sur le rétablissement du calendrier grégorien
- Sénatus-consulte organique du 28 octobre 1805 concernant la réunion des arrondissemens de Gênes, etc., au territoire de l'Empire français, et les députations à fournir au Corps législatif par les départements de Gênes, de Montenotte et des Apennins